# Ischnura graellsii
Ischnura graellsii – gatunek ważki z rodziny łątkowatych (Coenagrionidae).